# الجوهر الفرد
الجوهر الفرد اصطلاحا: يُعرِّف الجرجانى الجوهر بأنه ماهيّة إذا وجدت في الأعيان كانت في الموضوع، وهو منحصر في خمسة: هيولى وصورة وجسم ونفس وعقل، لأنه إما أن يكون مجردا أو غير مجرد.
وأما الجوهر الفرد: فهو عبارة عن جوهر لا يقبل التجزئة لا بالفعل ولا بالقوة.
ولم يكن لفكرة الجوهر في الفلسفة الشرقية ما كان لها من الشأن في الفلسفة الغربية، والجوهر عند المفكرين المسلمين بحسب النظرية اليونانية، هو ما يقوم بذاته وما ليس مفتقرا إلى غيره في وجوده، ولو من الناحية المنطقية على الأقل، فهو مختلف عن العرض الذي يوجد دائما في شئ آخر غيره، وعلى هذا يكون الجسم سابقا على اللون من الناحية المنطقية، فهو من حيث علاقته به يعد جوهرا، كما أن اللون من حيث علاقته بالجسم يعد عرضا على أن قيمة فكرة الجوهر ليست منطقية فحسب، وإنما هي ميتافيزيقية أيضا.
فليس الأمر مقصورا على معرفة النظام الذي يعتمد فيه بعض العناصر المكونة للموجودات بعضها الآخر، ولا معرفة أي هذه الموجودات مفتقر إلى غيره فحسب، بل لابد كذلك من أن يفتش ويبحث في قرار كل شئ عما هو ثابت دائم، أي عن الجوهر بمعناه الميتافزيقى.
ويجب أن يلاحظ أن المفكرين المسلمين قد اشتغلوا في حدود هذا المعنى الأخير بالبحث في الجوهر البسيط، وهو ما ليس له أجزاء، ولا يقبل الفساد بالتالى، وعلى هذا فإن ابن سينا عندما أراد أن يُبرهن على خلود النفس برهن أولا على أنها جوهر بسيط، يعنى أن قيمة النظرية تستند إلى فكرة الجوهر أقل مما تستند إلى فكرة البساطة.
وللمتكلمين نظرية أخرى يستعملون فيها فكرة الجوهر البسيط استعمالا طريفا، وأكثر هؤلاء هم من أصحاب مذهب الجوهر الفرد، فالجوهر البسيط ليس عندهم غير الجوهر الفرد، وكذلك النفس التي هي جوهر بسيط يتمثلونها نوعا من الجوهر الفرد كأنها ذرّة روحية (Monade) حقيقية والعلم قائم في الجوهر الفرد.
ولم يشارك الإمامان فخر الدين الرازي والغزالي، في قضية مذهب الجوهر الفرد، إلا أن النسفى مؤلف العقائد، وشارحه سعد الدين التفتازانى كانا من أصحاب هذا المذهب، فقد قال النسفى: «إن العالم بكل أجزائه مخلوق، وهو مركب من جواهر وأعرض، والجواهر ما يوجد منطقيا بذاته، وهي إما مركبة كالجسم وإما بسيطة كالجوهر أي الجزء الذي لا يتجزأ (الجوهر الفرد)».
ولا يَطلق علم التوحيد الإسلامي اسم «الجوهر» على الله، ولا فعل ذلك المتكلمون من القائلين بمذهب الجوهر الفرد، إذ إن هذه اللفظة تدل عندهم على الجوهر الفرد بصفة خاصة، وهو الجوهر الذي يوجد في المكان، والذي هو قسم من الأجسام، وإذا تحدث الفلاسفة الخلّص عما لا يوجد في شئ آخر سابق في بادئ النظر، أو عما يقوم بذاته منطقيا، فإنما يعنون بذلك «ماهية» شئ حادث معين؛ أما إذا نظر إلى هذا الشئ الحادث بصرف النظر عن وجوده، كان معنى هذا أنه يوجد ولا يوجد، وبعبارة أخرى يقال إن جواهر الأشياء ماهيّات حادثة، ولا كذلك الله الذي وجوده عين ذاته.
ويرى الأشعري أن الله يخلق جواهر الأشياء التي يدوم وجودها بذاتها خلقا متجددا في كل لحظة؛ وإذا لم يجر الله العادة عليها لحظة واحدة زالت هي وأعراضها.